# 程希孟
程希孟（1901年—1976年），字次敏，男，江西南城人，中国社会活动家，曾任第二、三、四届全国政协委员。